# 来福丸
来福丸（らいふくまる、旧字体：來福丸）は、川崎造船所が1918年（大正7年）に当時の世界最短記録となる30日間で建造した貨物船である。主に国際汽船により運航されたが、1925年（大正14年）4月21日にカナダ沖で悪天候のため転覆沈没した。地点の異なるバミューダトライアングルでの行方不明船として紹介されることがある。

## 建造
川崎造船所が第一次世界大戦期の1916年（大正5年）から1921年（大正10年）にかけて75隻を量産した第一大福丸型貨物船の1隻である。当時の川崎造船所は、日本も参戦した大戦による膨大な船舶需要に対応するため、5000総トン・9000載貨重量トン級の標準船型として第一大福丸型を設計。ストックボート扱いで大量建造して、同盟国のイギリスやアメリカ合衆国へ輸出していた。
第一大福丸型は大量生産による費用と工期の圧縮を重視したシンプルな設計で、載貨重量が比較的多いのが特色という程度の低性能船だった。それでも川崎造船所の主力製品として巨額の売り上げをもたらし、社長の松方幸次郎が美術品松方コレクションを築く財源となった。
第一大福丸型は起工から進水まで50日間から70日間程度の短期間で建造されたが、中でも「来福丸」は短期建造の新記録を狙って、特に急速な工事が進められた船だった。1918年（大正7年）10月7日に川崎造船所の神戸工場で起工すると、500人以上の工員を投入して昼夜兼行の作業が行われ、23日間で船体が完成して10月30日午前6時には進水式にこぎつけた。艤装も6日間で完了し、30日目の11月5日には無事に試運転を終えている。船台の横にリベットや鋼板などの資材を並べる徹底した準備に基づく作業であった。「来福丸」以前の船舶の短期建造記録としては、ベスレヘム造船が同年7月4日に起工して8月4日に進水させた「インヴィンシブル」（12000載貨重量トン級）が32日目の進水で世界最速であったのを、「来福丸」の記録は一挙に塗り替えた。両船の大きさの違いを考慮しても、なお「来福丸」の建造速度が上回っている。起工時の船名は「第三十大福丸」だったが、建造中に「来福丸」に改名している。

## 運用
竣工した「来福丸」は、ストックボートとして川崎造船所船舶部の持ち船になった。輸出を主眼に大量建造された第一大福丸型であったが、第一次世界大戦の終結もあってさばききれなかった。20隻余りの輸出船を除いた残りの多くは1919年（大正8年）4月に設立の川崎汽船、さらに同年7月に日本政府の援助で設立の国際汽船へと順次現物出資され、「来福丸」も1920年（大正9年）には国際汽船が船主に変わった。受注の積荷が少なく係留状態で過ごすこともしばしばあり、戦時急造型で性能の割に船価の高い第一大福丸型は国際汽船の経営を圧迫した。
1925年（大正14年）春には、国際汽船は日本からパナマ運河を抜けてニューヨーク・フィラデルフィア・ボストンを経由してハンブルクに向かう貨物便を、2週間に1便発航の定期航路として運航しており、「来福丸」もこの航路に就航していた。

## 沈没事故
1925年4月19日（18日午後）、小麦7400トンをばら積みして、ボストンを出港し、ドイツのハンブルク港へ向け航海中、21日午前5時50分、ノバスコシア州ハリファックスの南南東200海里、北緯41度32分 西経61度41分 / 北緯41.533度 西経61.683度付近で「暴風雨のため救命ボート全部破壊された。船体の傾斜30度になり、航行不能。至急救命乞う」との遭難通信を発信。当時の海上は風力9の時化だった。「来福丸」が無線電信で打った遭難信号は、21日午前5時47分にイギリス客船「ホメリック」（ホワイト・スター・ライン：34000総トン）により受信された。現場に向かった「ホメリック」は、午前10時54分に「来福丸」を視認したが、すでに60度に大傾斜して転覆寸前の状態であった。「ホメリック」が写真撮影しながら見守る中、午前11時55分に「来福丸」はカナダ沖の大西洋上北緯41度43分 西経61度39分 / 北緯41.717度 西経61.650度の地点で転覆沈没した。「ホメリック」は遭難乗組員に白人が含まれていないのを確認すると救命ボートを降ろすことはせず、12時3分に現場を去った。国際汽船会社は22日、来福丸遭難の報を受けると、直ちに乗組員の安否をニューヨーク出張所に照会するとともに、Kライン所属船一隻を遭難現場へ急派することにした。幸いボストン港には入港したばかりの同型の社船の「坡土蘭丸（ぽーとらんまる）」がいたので、炭水を補給させ、ニューヨーク駐在員を乗せて、23日出港させた。一方、ニューヨーク出張所はカナダ総領事館を通して、カナダ政府に救援を要請し、カナダ政府は海事部および漁業管理局の救助船「アルル」ほかをハリファックスから出港させて、捜索にあたらせた。カナダ海軍艦艇など数隻も救助に出動したが、生存者も遺留物も発見できず、「来福丸」の乗員38人は全員死亡した。
「ホメリック」が救命ボートを降ろさなかったことについて、日本の海事関係者などから最善を尽くさなかったとして激しい非難が向けられた。十数名の乗員が転覆後も船体にしがみついていたのに、白人が含まれていなかったため見殺しにしたとも報じられた。当時の『ニューヨーク・タイムズ』は、「ホメリック」の乗客の間でも救助活動が十分であったか見解が割れていることを報じている。
日本海員組合と海員協会は抗議の演説会を開催し、1925年5月に開かれた国際労働機関の第7回総会へも、救助活動での人種差別撤廃などを求める緊急議題を労働者代表を通じて提出した。ただ、国際労働機関への議題提出期限が過ぎていたこと、日本政府代表がイギリスとの外交関係悪化を懸念したこと、内示を受けたイギリス代表団が激しく反発したことなどから、正式議題には取り上げられなかった。

本船の沈没は、上記のように最期の姿まで確認された事故であるが、まったく地点の異なるバミューダトライアングルでの行方不明船として紹介されることがある。例えばノンフィクション作家のリチャード・ワイナーの著書では、1925年1月にパナマ運河を抜けてニューヨークへ向かう途中、バハマ近海で「短剣のような危険が迫っている。早く来てくれ。」との意味不明の救難無線発信後に消息不明となった旨が述べられている。都市伝説と化した。